# Unroyal
Unroyal es una película dramática nigeriana de 2020 dirigida por Moses Inwang y producida por Matilda Lambert. Está protagonizada por Matilda Lambert e IK Ogbonna junto a Prince Sontoye, Blossom Chukwujekwu y Linda Osifo.

## Sinopsis
Unroyal es la historia de la princesa Boma, hija de los reyes Okrika, quien trata a todos como si no fueran humanos.

## Elenco
- Matilda Lambert como Princesa Boma
- Pete Edochie
- Shafy Bello
- IK Ogbonna
- Prince Sontoye
- Blossom Chukwujekwu
- Linda Osifo
- Emem Inwang
- Ime Bishop Umoh como Kala
- Chinenye Nnebe
- Femi Adebayo
- Kingsley Abasili

## Lanzamiento
Se estrenó en cines el 20 de marzo de 2020 y posteriormente, estuvo disponible a través de Netflix el 15 de agosto de 2021. La película recibió reseñas mixtas de los críticos.

## Premios y nominaciones
| Año  | Premiación                                | Categoría                                             | Nominado                            | Resultado | Ref.  |
| ---- | ----------------------------------------- | ----------------------------------------------------- | ----------------------------------- | --------- | ----- |
| 2020 | Premios Best of Nollywood                 | Película con el mejor sonido                          | Unroyal                             | Ganador   | [ 7 ] |
| 2020 | Premios Best of Nollywood                 | Mejor uso del vestuario nigeriano en una película     | Unroyal                             | Ganador   | [ 7 ] |
| 2020 | Premios Best of Nollywood                 | Mejor actor de reparto: inglés                        | Blossom Chukwujekwu / Abayomi Alvin | Nominado  | [ 7 ] |
| 2020 | Premios Best of Nollywood                 | Película con el mejor efecto especial                 | Unroyal                             | Nominado  | [ 7 ] |
| 2020 | Premios Best of Nollywood                 | Película con la mejor cinematografía                  | Unroyal                             | Nominado  | [ 7 ] |
| 2020 | Premios Best of Nollywood                 | Mejor beso en una película                            | IK Ogbonna / Matilda Lambert        | Nominado  | [ 7 ] |
| 2020 | Premios Best of Nollywood                 | Película con el mejor diseño de producción            | Unroyal                             | Nominado  | [ 7 ] |
| 2020 | 2020 Hollywood African Prestigious Awards | Mejor director en una película independiente (África) | Unroyal                             | Ganador   | [ 8 ] |